# خموس (بوزي)
خموس (بالفارسية: خمس) هي منطقة سكنية تقع في إيران في قسم بوزي الريفي. يقدر عدد سكانها بـ 178 نسمة بحسب إحصاء 2016.